# Tênis nos Jogos Pan-Americanos de 2023 - Qualificação
Abaixo está o sistema de qualificação e os comitês olímpicos nacionais qualificados ao Tênis nos Jogos Pan-Americanos de 2023, programado para ser realizado em Santiago, no Chile, de 23 a 29 de outubro de 2023.

## Sistema de qualificação
Um total de 82 tenistas poderão qualificar-se para competir nos Jogos (41 homens e 41 mulheres). Cada CON pode inscrever no máximo três homens e três mulheres (com o máximo de uma dupla para cada torneio de duplas). Os torneios de simples consistirão em 41 homens e 41 mulheres, com aqueles mesmos atletas competindo nos torneios de duplas.
O país-anfitrião, Chile, recebeu uma cota máxima de 6 atletas, enquanto as vagas remanescentes foram distribuídas através dos dois Jogos regionais e dos rankings da ATP, da WTA e da ITF. Três convites para homens e três para mulheres também serão distribuídos.

## Linha do tempo
| Evento                                      | Data                                   | Local        |
| ------------------------------------------- | -------------------------------------- | ------------ |
| Jogos Pan-Americanos Júnior de 2021         | 29 de novembro - 4 de dezembro de 2021 | Cali         |
| Jogos Sul-Americanos de 2022                | 1-15 de outubro de 2022                | Assunção     |
| Jogos Centro-Americanos e do Caribe de 2022 | 23 de junho - 8 de julho de 2023       | San Salvador |
| Ranking da ATP ou da WTA                    | 11 de setembro de 2023                 | —            |

## Sumário de classificação
| Nação         | Masculino | Masculino | Feminino | Feminino | Misto  | Total   |
| Nação         | Simples   | Duplas    | Simples  | Duplas   | Duplas | Atletas |
| ------------- | --------- | --------- | -------- | -------- | ------ | ------- |
| ARG Argentina | 1         |           | 1        |          |        | 2       |
| BRA Brasil    | 1         |           |          |          |        | 1       |
| CHI Chile     | 3         | X         | 3        | X        | X      | 6       |
| COL Colômbia  |           |           | 1        |          |        | 1       |
| PAR Paraguai  |           |           | 1        |          |        | 1       |
| PER Peru      | 1         |           |          |          |        | 1       |
| Total: 6 CONs | 41        | 16        | 41       | 16       | 16     | 82      |

### Simples masculino
| Evento                                      | Vagas | Classificados                                 |
| ------------------------------------------- | ----- | --------------------------------------------- |
| País-sede                                   | 3     | CHI Chile CHI Chile CHI Chile                 |
| Jogos Pan-Americanos Júnior de 2021         | 1     | Gonzalo Bueno (PER)                           |
| Jogos Sul-Americanos de 2022                | 2     | Facundo Díaz Acosta (ARG) Gustavo Heide (BRA) |
| Jogos Centro-Americanos e do Caribe de 2023 | 2     | Nick Hardt (DOM) Roberto Cid (DOM)            |
| Ranking da ATP ou da ITF                    | 33    |                                               |
| Total                                       | 41    |                                               |

### Duplas masculinas
| Evento          | Vagas | Classificados |
| --------------- | ----- | ------------- |
| País-sede       | 1     | CHI Chile     |
| Ranking mundial | 15    |               |
| Total           | 16    |               |

### Simples feminino
| Evento                                      | Vagas | Classificados                                     |
| ------------------------------------------- | ----- | ------------------------------------------------- |
| País-sede                                   | 3     | CHI Chile CHI Chile CHI Chile                     |
| Jogos Pan-Americanos Júnior de 2021         | 1     | Luciana Moyano (ARG)                              |
| Jogos Sul-Americanos de 2022                | 2     | María Herazo González (COL) Verónica Cepede (PAR) |
| Jogos Centro-Americanos e do Caribe de 2023 | 2     | Yuliana Lizarazo (COL) Maria Navarro (MEX)        |
| Ranking da WTA ou da ITF                    | 33    |                                                   |
| Total                                       | 41    |                                                   |

### Duplas femininas
| Evento          | Vagas | Classificados |
| --------------- | ----- | ------------- |
| País-sede       | 1     | CHI Chile     |
| Ranking mundial | 15    |               |
| Total           | 16    |               |

### Duplas mistas
| Evento          | Vagas | Classificados |
| --------------- | ----- | ------------- |
| País-sede       | 1     | CHI Chile     |
| Ranking mundial | 15    |               |
| Total           | 16    |               |